# Кенія на літніх Олімпійських іграх 2020
Кенію на літніх Олімпійських іграх 2020 представляли вісімдесят п'ять спортсменів у шести видах спорту.

## Спортсмени
| Вид спорту     | Чоловіки | Жінки | Загалом |
| -------------- | -------- | ----- | ------- |
| Легка атлетика | 22       | 18    | 40      |
| Бокс           | 2        | 2     | 4       |
| Регбі-7        | 12       | 12    | 24      |
| Плавання       | 1        | 1     | 2       |
| Тхеквондо      | 0        | 1     | 1       |
| Волейбол       | 0        | 14    | 14      |
| Загалом        | 37       | 48    | 85      |